# Palpita vitrealis
Palpita vitrealis (en España: glifodes o polilla del jazmín) es una especie de polilla perteneciente a la familia Crambidae, que en determinados momentos puede ser una plaga de los cultivos. Afecta principalmente a las oleáceas (olivo y jazmín fundamentalmente).

## Distribución
Esta especie tiene una distribución cosmopolita, incluyendo África, Asia, Australia, Europa y América. En Europa, se encuentra principalmente en el sur, pero puede migrar a algunas zonas más al norte. 
En España está presente en todas las zonas oleícolas.

## Descripción
El adulto es una mariposilla de unos 3 cm de envergadura de color blanco nacarado. Los huevos son depositados en los brotes jóvenes de los olivos principalmente, de ellos salen las larvas que al principio son amarillentas y luego van virando a verde llegando a medir unos 2 cm y se alimentan de los brotes jóvenes.

## Biología
P. vitrealis tiene varias generaciones al año de forma solapada. Pasan el invierno en forma de larva o pupa saliendo los primeros adultos en el mes de mayo.

## Daños
Los daños son producidos por las larvas que se alimentan de los brotes jóvenes pero no revisten especial gravedad en árboles adultos; pueden ser importantes en árboles jóvenes o injertos ya que retrasan su crecimiento.

## Control
Pueden realizarse intervenciones químicas sobre la planta para eliminar las larvas cuando se alimenten de las hojas con productos autorizados en cada tipo de cultivo.